# Rzeźba abstrakcyjna
Rzeźba abstrakcyjna – rzeźba skomponowana według zasad abstrakcjonizmu, z eliminacją form lub przedmiotów obserwowanych w naturze. Na ogół jest to figura lub bryła geometryczna stanowiąca wizualną projekcję wewnętrznych doznań artysty.

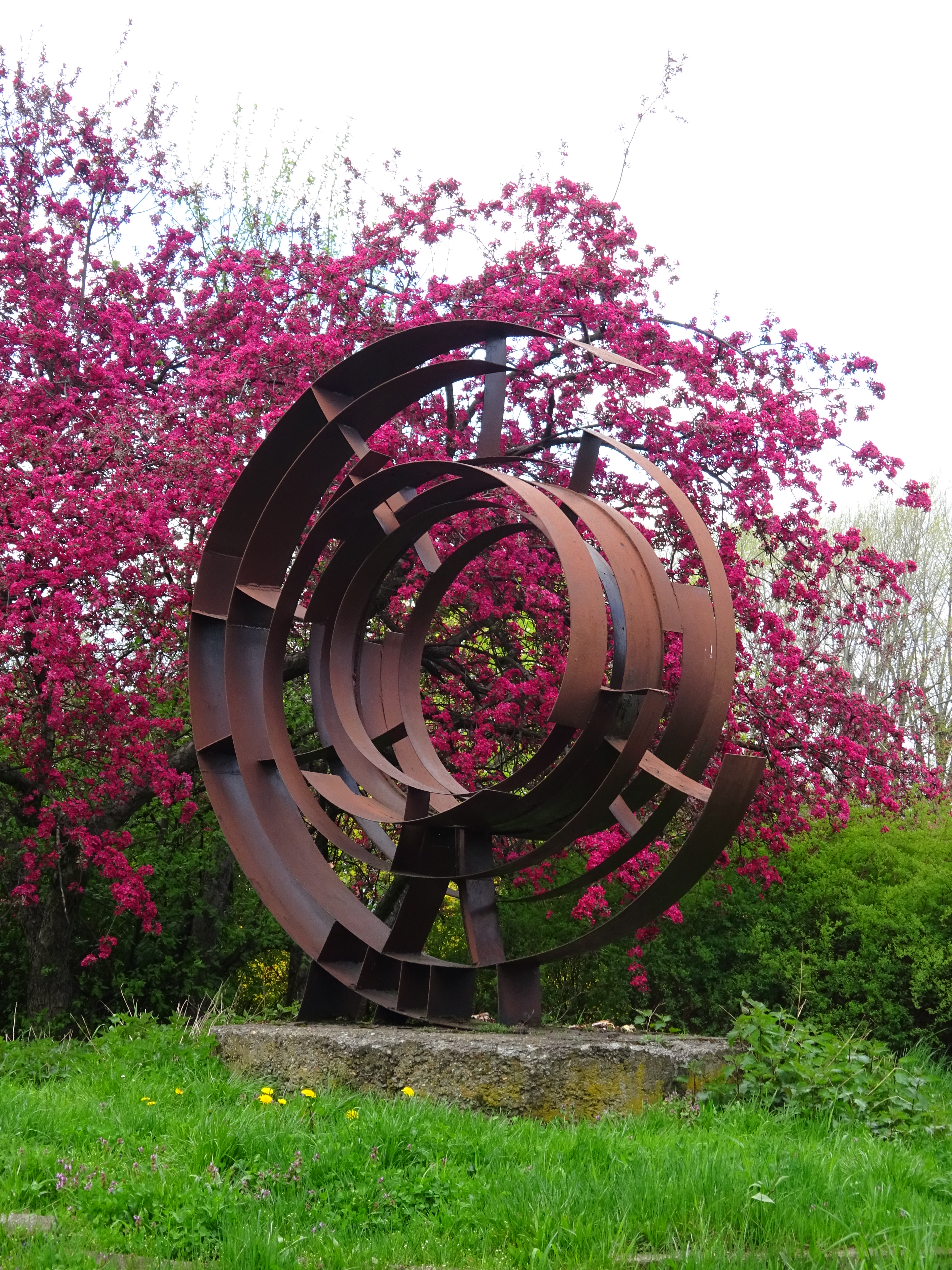
Abstrakcyjna rzeźba na Osiedlu Tysiąclecia w Krakowie.